# Egyetem

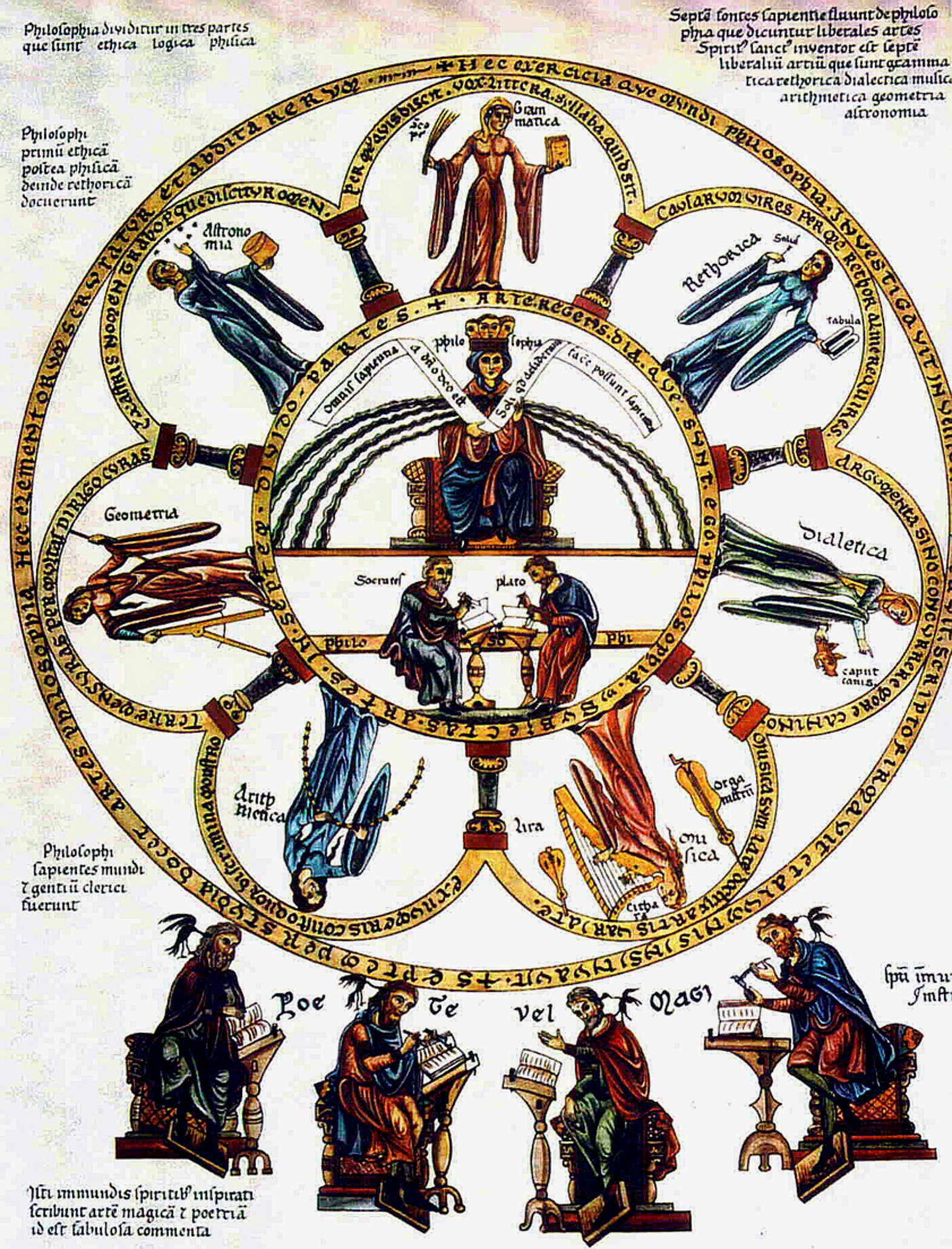
Septem artes liberales Herrad von Lansberg Hortus delicarium (1180) című művének miniatúrája a hét szabad művészet rendszerét ábrázolja

Az egyetem felsőoktatási intézmény, amely a magyar Felsőoktatási Törvény (A 2017-es XXV. tv-tel módosított, 2011. évi CCIV. törvény a felsőoktatásról)
9. § (3) szerint
a) legalább nyolc alapképzési (BSc.) és hat mesterképzési (MSc.) szakon jogosult képzésre, valamint doktori képzésre és doktori  fokozat odaítélésére,
b) munkaviszony, illetve közalkalmazotti jogviszony keretében foglalkoztatott oktatóinak, kutatóinak legalább hatvan százaléka tudományos fokozattal rendelkezik,
c) képzéseit képes idegen nyelven folytatni az általa indított szakok egy részén, valamint
d) tudományos diákkört működtet.
Az egyetem elnevezés a latin  universitas szóból származik, ami egyetemesség, összesség jelentéssel bír, minthogy a középkor egyetemei a tanárok és diákok közösségét, összességét jelentették.
Ma már minden olyan oktatási intézményt, amelyen többféle szakon különböző magasabb fokozatokat lehet szerezni, egyetemnek hívnak. A kisebb intézményeknek, amelyek csak alapképzést folytatnak, főiskola a nevük. Amerikában a legrégebbi és leghíresebb egyetemek közül ugyanakkor a történelmi hagyományok miatt többen is visszatértek erre az utóbbi elnevezésre, noha széles körű felsőfokú képzést nyújtanak (Boston College, Dartmouth College és College of William and Mary).

## Történelem

### Ókor

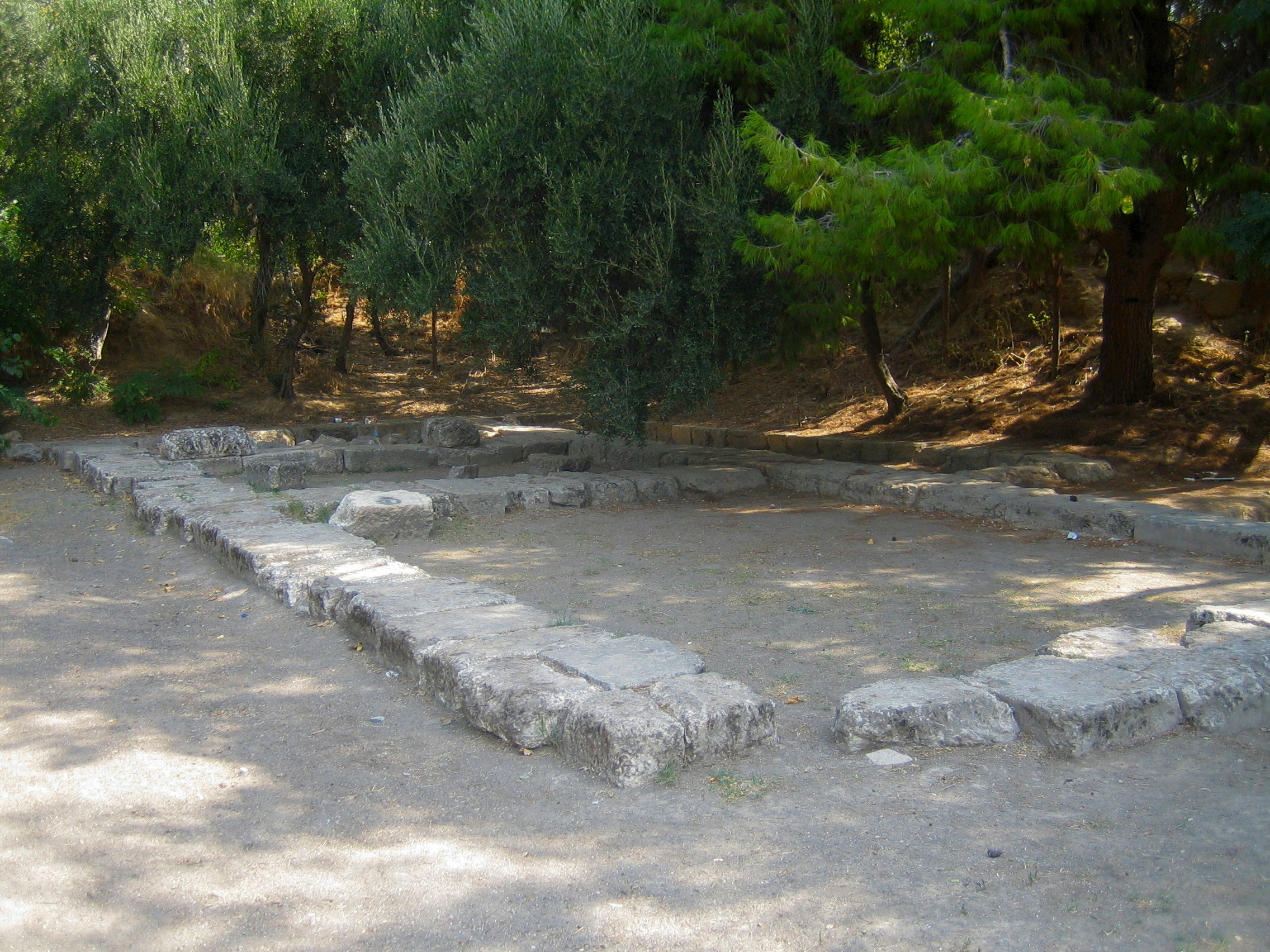
Platón athéni Akadémiájának feltárása

A világ első egyetemei mind európaiak voltak, mivel a régebbi ázsiai és afrikai oktatási intézmények még nem adtak akadémiai fokozatot. Ugyanakkor tudvalevő, hogy magas fokú oktatási intézmények már régebben is léteztek Kínában, Egyiptomban és Indiában. Némelyikük még ma is működik.
Az első Akadémiát Kr. e. 387-ben a görög filozófus, Platón alapította Akadémosz ligetében, Athén közelében, ahol diákjainak filozófiát, matematikát és testnevelést tanított, mintegy a modern európai egyetemek előfutáraként. Más görög városok is ismertté váltak oktatási intézményeikről. Hippokratész városa, Kosz az orvosi, Rodosz pedig filozófiai iskoláiról. A legismertebb ókori görög „egyetem” az Alexandriai Múzeum és Könyvtár volt.

### Középkor

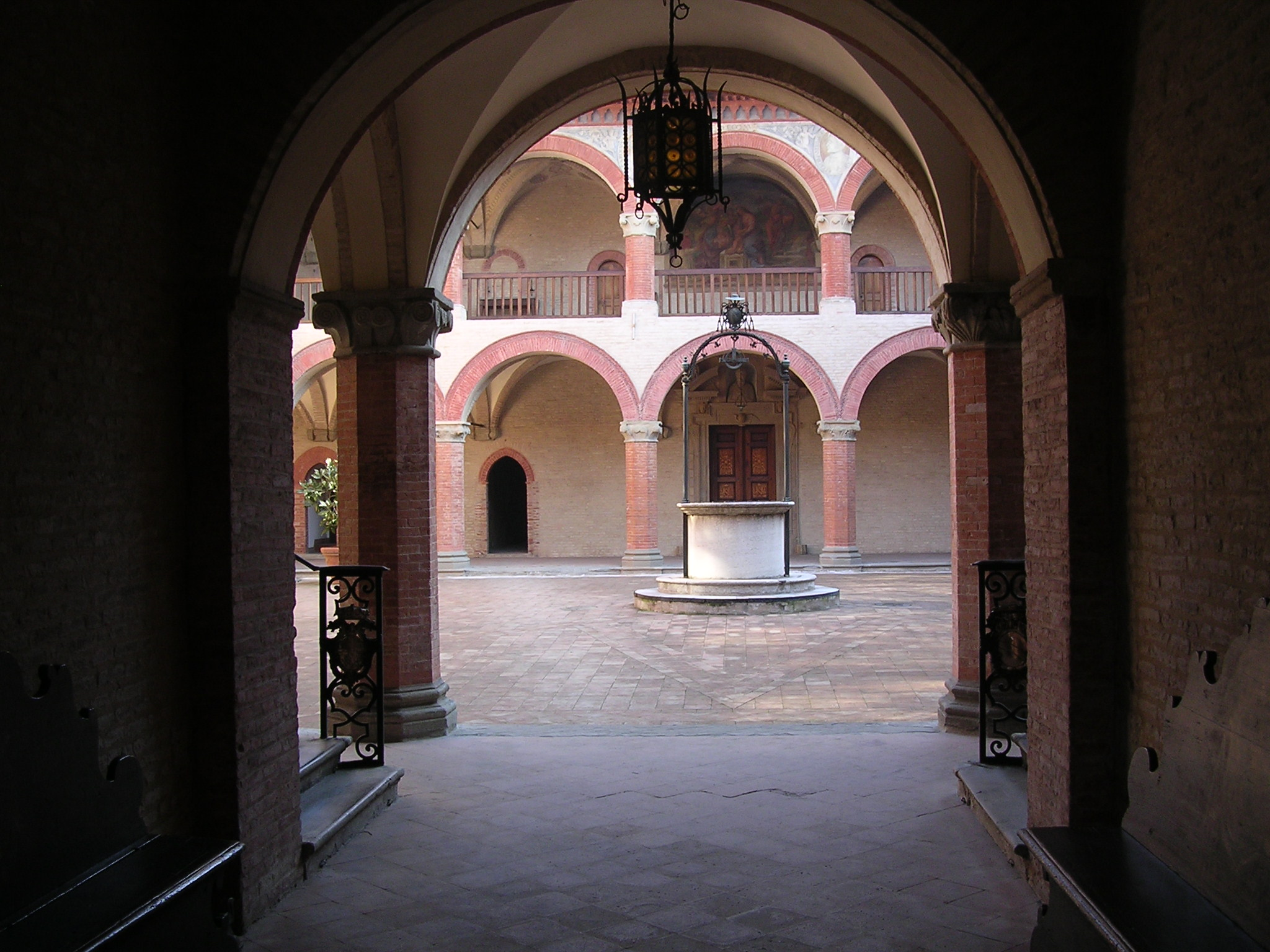
A legrégebbi bolognai kollégium

Platón után körülbelül ezer évvel a modern egyetemekhez hasonló intézmények alakultak Perzsiában és az iszlám világban, nevezetesen a Gundishapuri Akadémia, később pedig az Azhar Egyetem, Kairóban. Az egyik legfontosabb egyetemi jellegű ázsiai intézmény a Nálanda volt az indiai Bihárban, a második századi buddhista filozófus, Nágárdzsuna székhelyén.
A karoling korszakban az arisztokrácia gyermekeinek oktatása céljából I. Károly frank császár egyfajta akadémiát hozott létre Aachenben, hogy segítse a Német-római Birodalom vezetéséhez szükséges szakismeretek elsajátítását. Ez már előrevetítette az egyetemek kialakulását a 11. században.
Az első európai középkori egyetemek Bolognában (Itália) és Párizsban (Franciaország) jöttek létre, ahol jogot, orvostudományt és teológiát oktattak. A Bolognai Egyetem közvetlen előzményei a 11. században a városban működő, egymástól és a – világi-városi és egyházi-püspöki – hatóságoktól is független jogi magániskolák (schola) voltak. Mindegyik élén egy dominus – egyházjogi értelemben magister – állt – a legnevezetesebb közülük Irnerius –, aki a saját házában oktatta a vele szerződő diákokat. Csak itt nevezték dominusnak a vezető jogtanárt, ami a saját tulajdonában való oktatást emelte ki. Bolognában is oktatták a szabad művészeteket (artes liberales), ezek oktatóit magistereknek hívták. Fontos lépés volt, amikor a császári koronázása végett Itáliában tartózkodó I. Frigyes német-római császár Bolognában privilégiumokat adott a diákoknak. Eszerint szigorú védelem alá vette a városba tartókat, Bolognában pedig kivette őket a város joghatósága alól, és elrendelte, hogy mind polgári, mind büntető ügyekben csak a püspök vagy saját dominusuk előtt vonhatók perbe. A 13. században alakultak ki az universitasok, a diákok önkormányzati szervezetei, amelyeket először 1244-ben említenek a városi statútumok. Külön universitasuk volt az Alpokon túli (universitas ultramontanarum) és -inneni (universitas citramontanarum) diákoknak. Az universitasok tovább nemzetekre tagolódtak. A scholák az universitasok függésébe kerültek, megszűnt a korábbi teljesen szabad tanárválasztás, illetve a tanárok teljesen szabad tanrendválasztása. Csak az lehetett professzor, aki az universitas által előírt licentia docendi birtokában volt, az oktatást pedig megszabott helyen és rend szerint volt köteles végezni. Az universitas a város, a püspök és a dominus mellett negyedik joghatóságként is megjelent, idővel a diákok esetében kizárólagossá vált. A nemzetek élére procuratorokat választottak, ők alkották a szintén választott rector tanácsát (consilium). A rektort általában egy évre választották, a 14. századból több magyar rektort is ismerünk (1317: Dörögdi, 1340: Uzsai). A diákokkal párhuzamosan a tanárok is közös testületekbe (collegium) tömörültek. Külön collegiumuk volt a legistáknak és külön a kánonistáknak. A bolognai egyetem ezen szerkezete a 15. századig nagyjából fennmaradt.
Európában a fiatalok akkor mehettek egyetemre, ha teljesítették a triviumot: a nyelvtan, a retorika és a logika tárgyakat, valamint a quadriviumot, amely az aritmetika, geometria, zene és csillagászat tárgyakból állt össze. Az egyetemeket általában statútummal vagy alapító okirattal hozták létre.
Magyarország legrégebbi egyetemei az 1367-ben alapított pécsi egyetem, illetve az 1395-ben létrehozott óbudai egyetem voltak, amelyek az 1410-es évekig működtek. Az I. Mátyás király és Vitéz János által 1465-ben alapított pozsonyi Academia Istropolitana 1467-ben négy karral kezdte meg a működését, de Mátyás halála után megszűnt.

### Újkor
A pécsi egyetem (mai nevén Pécsi Tudományegyetem) 1923-ban Erzsébet Tudományegyetem néven, a pozsonyi egyetem átköltöztetésével nyílt meg újra.
Az óbudai egyetem 2010 januárjában éledt újra azzal, hogy a Budapesti Műszaki Főiskola teljesítette a felsőoktatási törvényben az egyetemekkel szemben megfogalmazott elvárásokat, így felvette az Óbudai Egyetem nevet.
Nagy-Britanniában egy egyetemet parlamenti jóváhagyással vagy királyi okirattal alapíthattak a tudósok tanácsának javaslatára, és csak a legkiválóbbak kaphattak bármilyen diplomát.
Ehhez hasonlóan Franciaországban a magas presztízsű, elit Grande école-ba a legkiválóbb diákok közül is csak azon kevés kiválasztott járhatott, akik a bölcsész, közgazdasági vagy mérnöki szakon megfeleltek a nagyon kemény felvételi követelményeknek.
Az Egyesült Államokban az egyetemeket a gazdasági társaságokéhoz hasonló törvény hozta létre, noha a legtöbb állam speciális feltételeket szab az egyetemi diákok jólétének biztosítása érdekében. Az amerikai nyilvános egyetemek túlnyomó többsége nonprofit alapon működik, vagyis tandíjat csak magasabb oktatási színvonalért kell fizetni. A hetvenes években indult magánegyetemek és -főiskolák a szövetségi diákképzési program előnyeinek kiaknázására jöttek létre.
A 20. század végén számos megaegyetem jött létre a világ több pontján diákok ezreinek kínálva távoktatási lehetőséget.

## Felvételi eljárás
Az egyetemek általában nem nyújtanak bárki számára felvételt. A felvételi rendszerek pedig igencsak eltérőek az egyes intézményekben.
Az angol nyelvterületek országaiban az egyetemekre jelentkező diákok utolsó középiskolai évük alatt egy gyakran igen nehéz felvételi eljárásban vesznek részt. Az egyetemek nonprofit szervezeteket hoztak létre, hogy összevonják az adminisztrációt és szabványosítsák a felvételi vizsgákat.
A felvételi ügyintézés ugyanakkor más országokban másképpen folyik. Németországban a diákok, akik átmentek a felvételin, szabadon eldönthetik milyen tárgyakat vegyenek fel. Egyes népszerű szakokon, mint az orvosi vagy a közgazdasági a diákoknak még be kell jutniuk a létszámhatáron belülre is, azon túl, hogy elérték a felvételi ponthatárt.
Valószínűleg Ausztriában található a legliberálisabb egyetemi ügyintézési rendszer, ahol bárki, aki leérettségizett, ingyen felvehet valamilyen alaptantárgyat (akár többet is) egy állami egyetemen. Ez természetesen a népszerű szakokon magas túljelentkezéshez és lemorzsolódáshoz vezet, valamint számos bukott vizsgát eredményez, ami a kevésbé alkalmas diákok kirostálását szolgálja.

## A magyarországi egyetemek
A magyarországi egyetemek a magyarországi felsőoktatási intézmények listája szócikkben találhatóak.

## A határon túli magyar vagy részben magyar felsőoktatási intézmények

### Románia,Erdély
- Babeș–Bolyai Tudományegyetem, Kolozsvár
- Kolozsvári Protestáns Teológiai Intézet, Kolozsvár
- Marosvásárhelyi Művészeti Egyetem
- Marosvásárhelyi Orvosi és Gyógyszerészeti Egyetem
- Partiumi Keresztény Egyetem, Nagyvárad
- Református Kántor és Tanítóképző Intézet, Marosvásárhely
- Római Katolikus Hittudományi Főiskola, Gyulafehérvár
- Sapientia Erdélyi Magyar Tudományegyetem, Kolozsvár, Marosvásárhely, Csíkszereda
- Temesvári Műszaki Egyetem
- Temesvári Nyugati Tudományegyetem

### Felvidék
- Konstantin Filozófus Egyetem, Nyitra
- Selye János Egyetem, Komárom (Szlovákia)

### Kárpátalja
- II. Rákóczi Ferenc Kárpátaljai Magyar Főiskola, Beregszász
- Ungvári Egyetem

### Vajdaság Autonóm Tartomány
- Szabadkai Műszaki Szakfőiskola
- Újvidéki Egyetem

### Magyarországi felsőoktatási intézmények kihelyezett tagozatai
- Budapesti Műszaki és Gazdaságtudományi Egyetem, műszaki informatikus szak, Révkomárom, Felvidék/Szlovákia
- Edutus Egyetem (volt Modern Üzleti Tudományok Főiskolája)
- Gábor Dénes Egyetem, Erdélyben, Vajdaságban és Felvidéken is
- Magyar Agrár- és Élettudományi Egyetem

## A világ ma is működő legrégebbi egyetemei

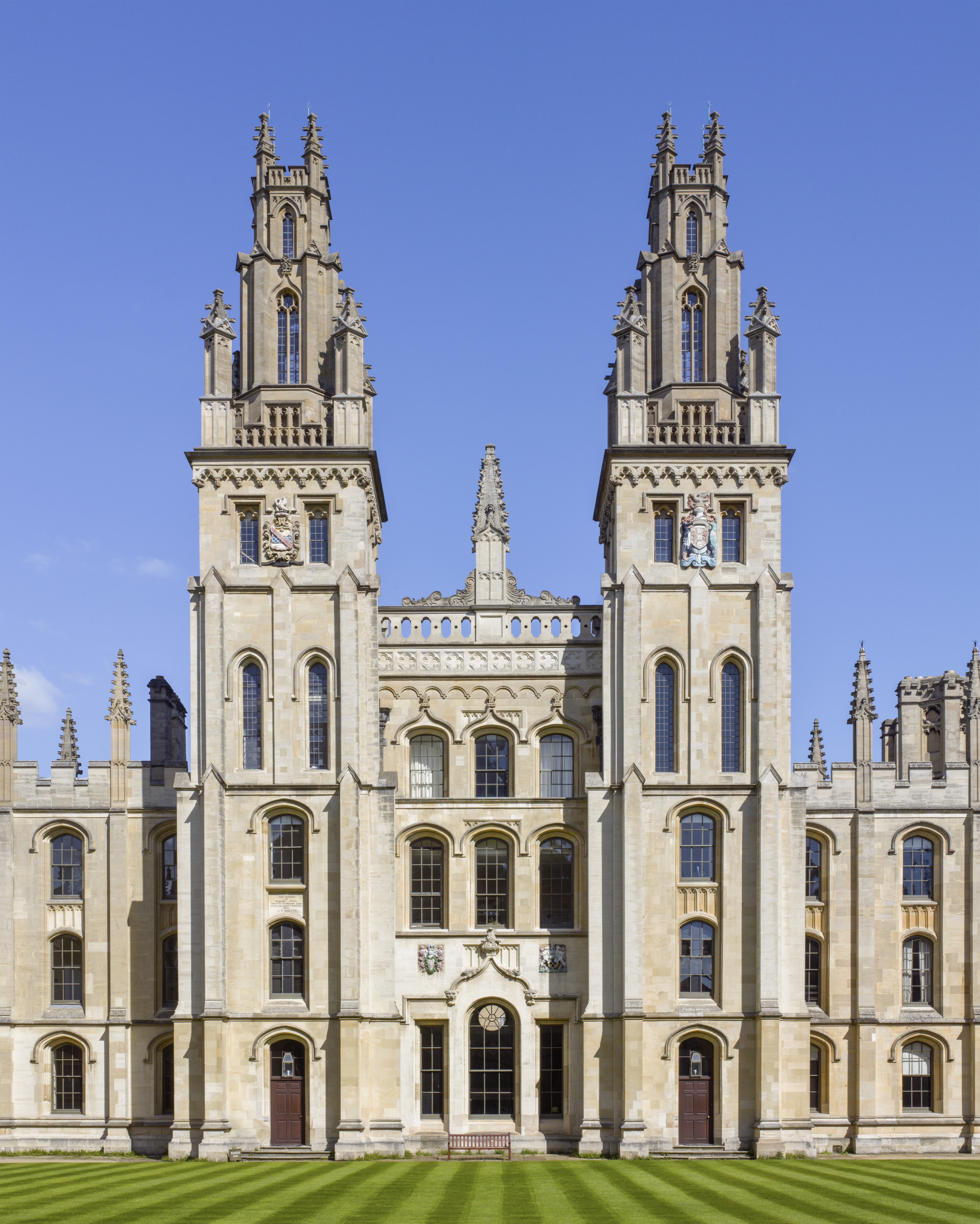
Oxfordi Egyetem (All Souls College), a legrégebbi angol egyetem

Az egyetemek alapításuk sorrendjében szerepelnek.

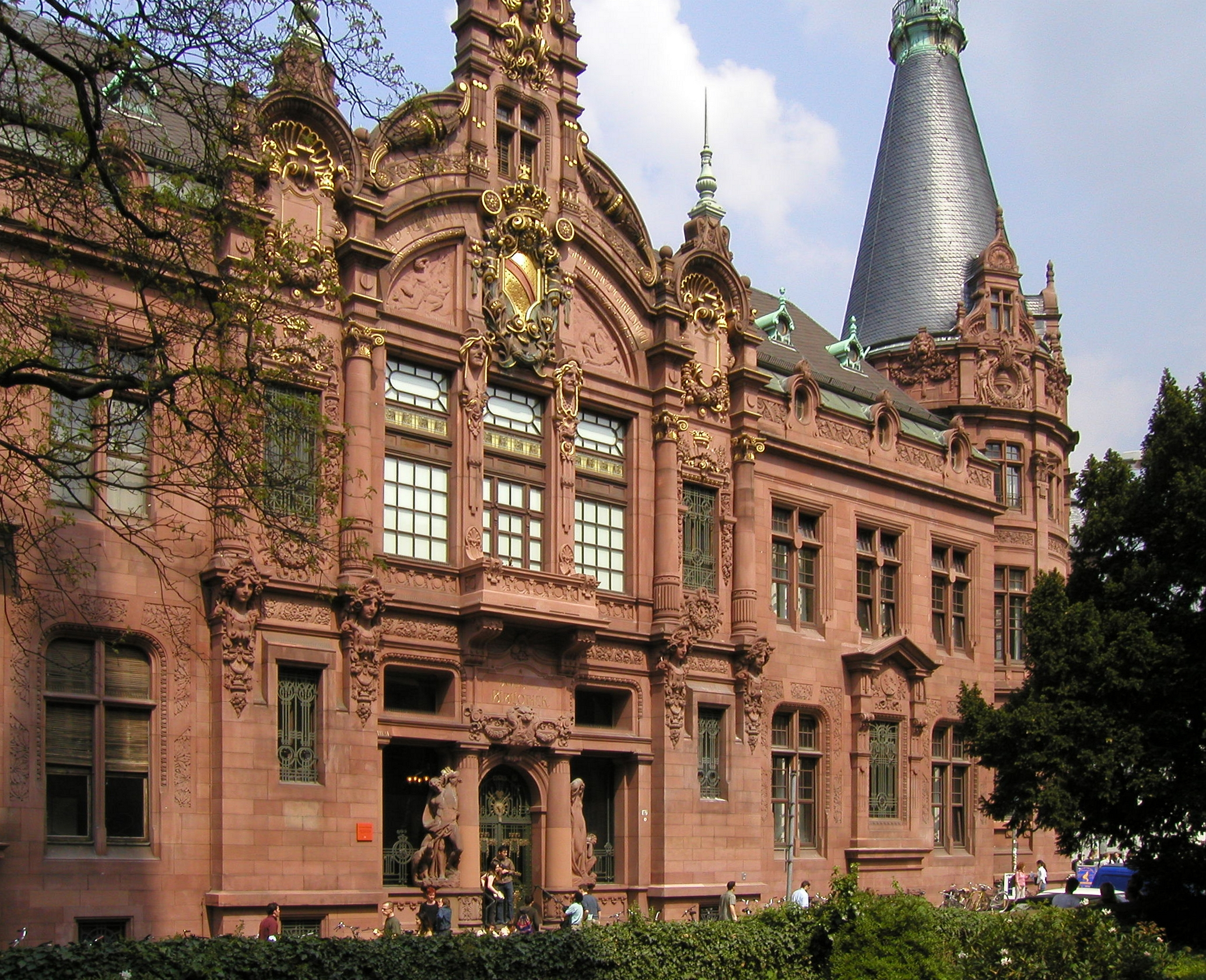
Heidelbergi Egyetem, a legrégebbi német egyetem

- Al-Karauin Egyetem, Fez, Marokkó, alapították 859-ben
- Azhar Egyetem, Kairó, Egyiptom, alapították 971-ben
- Hunani Egyetem, Csangsa, Kína, alapították 976-ban (nem adott tudományos fokozatot)
- Bolognai Egyetem, Olaszország, alapították 1088-ban
- Oxfordi Egyetem, Anglia, alapították 1096-ban
- Párizsi Egyetem, Franciaország, alapították 1150-ben
- Modenai Egyetem, Olaszország, alapították 1175-ben
- Cambridge-i Egyetem, Anglia, alapították 1208-ban
- Salamancai Egyetem, Spanyolország, alapították 1218-ban
- Padovai Egyetem, Olaszország, alapították 1222-ben
- Nápolyi II. Frigyes Egyetem, Olaszország, alapították 1224-ben
- Montpellier Egyetem, Franciaország, alapították 1239-ben
- Sienai Egyetem, Olaszország, alapították 1240-ben
- Coimbrai Egyetem, Portugália, alapították 1285-ben
- Madridi Egyetem, Spanyolország, alapították 1293-ban
- Római Egyetem, Olaszország, alapították 1303-ban
- Pisai Egyetem, Olaszország, alapították 1343-ban
- Prágai Egyetem, Csehország, Prága alapították 1348-ban
- Paviai Egyetem, Olaszország, alapították 1361-ben
- Jagelló Egyetem, Lengyelország, alapították 1364-ben
- Bécsi Egyetem, Ausztria, alapították 1365-ben
- Heidelbergi Egyetem, Németország, alapították 1386-ban
- Kölni Egyetem, Németország, alapították 1388-ban
- Ferrarai Egyetem, Olaszország, alapították 1391-ben
- Lipcsei Egyetem, Németország, alapították 1409-ben
- St. Andrews-i Egyetem, Skócia, alapították 1412-ben
- Rostocki Egyetem, Németország, alapították 1419-ben
- Leuveni Katolikus Egyetem, Belgium, alapították 1425-ben
- Poitiers-i Egyetem, Franciaország, alapították 1431-ben
- Glasgow-i Egyetem, Skócia, alapították 1450-ben
- Freiburgi Egyetem, Németország, alapították 1457-ben
- Baseli Egyetem, Svájc, alapították 1460-ban
- Uppsalai Egyetem, Svédország, alapították 1477-ben
- Koppenhágai Egyetem, Dánia, alapították 1479-ben
- Tübingeni Egyetem, Németország, alapították 1477-ben
- Aberdeeni Egyetem, Skócia, alapították 1494-ben
- Santiago de Compostela-i Egyetem, Spanyolország, alapították 1495-ben
- Debreceni Egyetem, Magyarország, 1538-ban (jogelődje: Református Kollégium)
- Vilniusi Egyetem, Litvánia, alapította Báthory István erdélyi fejedelem, lengyel király 1579-ben
- Edinburgh-i Egyetem, Skócia, alapították 1583-ban
- Tartui Egyetem, Észtország, alapította II. Gusztáv Adolf svéd király 1632-ben
- Nagyszombati Egyetem, Szlovákia, alapította Pázmány Péter 1635-ben (további jogutódok: a Pázmány Péter Katolikus Egyetem, az Eötvös Loránd Tudományegyetem és a Semmelweis Egyetem, Magyarország)

## Az amerikai kontinens legrégebbi egyetemei
Az amerikai egyetemek közül a Mexikói Autonóm Nemzeti Egyetemet és a Limai San Marcos Nemzeti Egyetemet alapították először, 1551-ben.
Az Amerikai Egyesült Államokban:
| Egyetem                                      | alapítás | székhely                 | megjegyzés                                                                 |
| -------------------------------------------- | -------- | ------------------------ | -------------------------------------------------------------------------- |
| Harvard Egyetem                              | 1636     | Cambridge, Massachusetts | A Boston közelében található várost az angol egyetemi városról nevezték el |
| Yale Egyetem                                 | 1701     | New Haven, Connecticut   |                                                                            |
| Princetoni Egyetem                           | 1746     | Princeton, New Jersey    |                                                                            |
| Columbia Egyetem                             | 1754     | New York, New York       |                                                                            |
| Dartmouth Egyetem                            | 1769     | Hanover, New Hampshire   |                                                                            |
| Georgetown Egyetem                           | 1789     | Georgetown, Washington   | A legrégebbi katolikus egyetem az Egyesült Államokban.                     |
| Massachusetts Institute of Technology (MIT)  | 1861     | Cambridge, Massachusetts | (Lásd a Harvard megjegyzését.)                                             |
| Cornell Egyetem                              | 1865     | Ithaca, New York         |                                                                            |
| Kaliforniai Egyetem (Berkeley)               | 1868     | Berkeley, Kalifornia     |                                                                            |
| Stanford Egyetem                             | 1885     | Stanford, Kalifornia     |                                                                            |
| Chicagói Egyetem                             | 1890     | Chicago, Illinois        |                                                                            |
| California Institute of Technology (Caltech) | 1891     | Pasadena, Kalifornia     |                                                                            |